# Gramado
Gramado is een stad en gemeente in de Braziliaanse deelstaat Rio Grande do Sul. In Gramado wordt sinds 1973 een internationaal filmfestival gehouden. Het is het grootste filmfestival van Brazilië.

## Geboren
- Ramiro Moschen Benetti (1993), voetballer